# Лахтин, Николай Кузьмич
Николай Кузьмич Лахтин (1861—1935) — российский и советский инженер.

## Биография
Родился в с. Богословское Чернского уезда Тульской губернии в имении отца.
В 1883 году получил высшее образование в Московском межевом институте со званием межевого инженера.
В 1884 году поступил в Петербургский институт инженеров путей сообщения, который окончил в 1888 году со званием инженера путей сообщения и был оставлен при институте для научных занятий по кафедре технологии материалов. Работал в должности помощника заведующего Механической лаборатории профессора Н. А. Белелюбского.
С 1891 по 1906 год Лахтин работает на железных дорогах в качестве инженера. В 1897 г. Лахтин начинает преподавать в Московском училище живописи, ваяния и зодчества. Здесь он организует и возглавляет Механическую лабораторию по испытанию материалов. В 1901 г. Н. К. Лахтин начинает преподавать в МВТУ, читает курсы технологии материалов, строительного искусства и курсы конструкций (деревянных, металлических и железобетонных). С преобразованием МУЖВЗ в ВХУТЕМАС продолжает заниматься там преподаванием и руководством Механической лабораторией.
С 1898 по 1914 годы Лахтин организовал несколько Механических лабораторий при Земствах и цементных заводах.
С 1903 по 1929 год Лахтин участвует в съездах: горных, зодчих, строительных материалов и т. п.
С 1925 г. он начал работать Государственном экспериментальном институте силикатов.
В 1926 году, в связи с 35-летием служебной деятельности, Механической лаборатории при ВХУТЕМАСе присвоено имя профессора Н. К. Лахтина.
С 1927 г. Лахтин становится председателем и заместителем председателя Научно-технического Совета силикатной промышленности. В 1928 г. он — член Президиума Стройсовета.
В марте 1929 г. Совнарком РСФСР присвоил профессору Лахтину звание Заслуженного деятеля науки и техники за 35-летний стаж педагогической и научной работы в области строительного дела и материаловедения.
Жил в Москве по адресу: Басманный переулок, дом 12. Умер в 1935 году в возрасте 73 лет. Похоронен на Новодевичьем кладбище, 3-й участок 13-й ряд.
Брат — Лахтин, Леонид Кузьмич.

## Сочинения
- Механическая лаборатория Училища живописи, ваяния и зодчества. Москва / Сост. инж. пут. сообщ. Н. К. Лахтин, зав. Лабораторией. — Москва : Типо-лит. Н. В. Алмазова, 1913. — VIII, 372 с. : ил.; 26.
- О выветривании каменных строительных материалов / Н. Лахтин. — Санкт-Петербург : тип. Ю. Н. Эрлих, 1890. — 20 с., 6 л. ил.; 25.
- Расчет арок и сводов : Руководство к аналитич. и графич. расчету арочных и сводчатых перекрытий / Н. К. Лахтин, инж. пут. сообщ., препод. Имп. Моск. техн. уч-ща и Уч-ща живописи, ваяния и зодчества. — Москва : Студенч. изд. о-во при Имп. Моск. техн. уч-ще, 1911. — XVI, 468 с., 290 черт., [14] л. черт.; 25.
- Высокие постройки с железным остовом, их фундаменты и железобетонные конструкции / [Н. Лахтин]. — Санкт-Петербург : тип. Спб. градоначальства, [1913]. — XVI с. : ил.; 34.
- Укрепление зданий пострадавших от землетрясения на Южном берегу Крыма [Текст] / проф. Лахтин. — Ялта : Ялтинск. отд-ние Крымск. госуд. технич. бюро, 1928 ([тип.] 5 КПТ). — 24 с.; 17х10 см.
- Цементная промышленность в Германии и в России до великой войны и меры для экономического освобождения России / Н. К. Лахтин. — Москва, 1915. — 15 с. : ил.; 23.
- Стандартизация строительных материалов [Текст] : (Кирпич строительный. Кирпич силикатный. Известь воздушная. Гипс штукатурный. Мел строительный. Шлакопортланд-цемент. Черепица кровельная) / проф. Н. К. Лахтин. — Москва : Ком. по стандартизации при Совете труда и обороны : Техника упр., 1929. — 62, [8] с. : табл.; 21 см.
- Стандартизация вяжущих строительных материалов и в частности портланд-цемента [Текст] : С прилож. общесоюзных стандартов (ОСТ) 76-79 / проф. Н. К. Лахтин ; Предисловие: З. П. — Москва : ком-т по стандартизации при СТО и изд-во «Техника управления», 1927 (тип. «Техника управления»). — 25, [15] с., [1] с. объявл. : ил., черт., схем.; 24х16 см.
- Курс деревянных конструкций : Конспект по записям студента Ф. Д. Тухманова / Проф. Н. К. Лахтин Моск. ин-т гражданских инженеров. — Москва : Издательская секция кооператива МИГИ, 1923. — II, 112 с. : черт.; 23 см.
- Железобетон : Пособие в 3 ч. для студентов, инженеров и техников по проектированию и выполнению железобетонных сооружений / Н. К. Лахтин, проф. и Н. А. Кашкаров, проф. — Москва : Гос. техн. изд-во, 1926. — 26 см.